# 老寨苗族乡
老寨苗族乡是中华人民共和国云南省红河哈尼族彝族自治州蒙自市下辖的一个民族乡。

## 行政区划
老寨苗族乡下辖以下村级行政区划单位：
老寨村、古布龙村、白牛场村和菲土村。